# Bundesamt für zentrale Dienste und offene Vermögensfragen

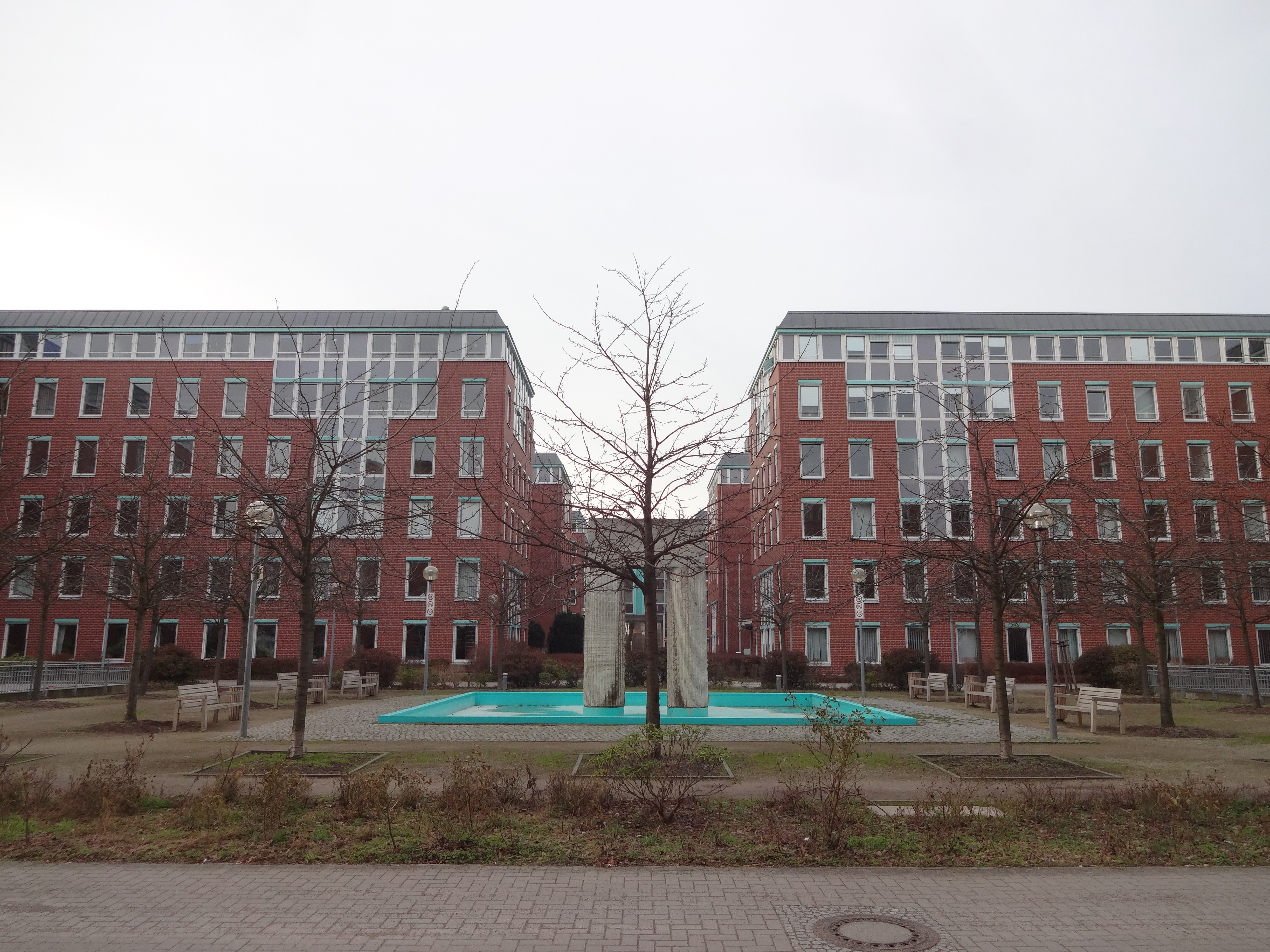
Sitz des BADV im DGZ-Ring in Berlin

Das Bundesamt für zentrale Dienste und offene Vermögensfragen (BADV) ist eine Bundesoberbehörde im Geschäftsbereich des Bundesministeriums des Innern. In ihr sind das bisherige Bundesamt zur Regelung offener Vermögensfragen (BARoV) und das Dienstleistungszentrum des Bundesamtes für Finanzen zusammengeführt. Bis zum 31. Dezember 2016 gehörte das BADV in den Geschäftsbereich des Bundesministeriums der Finanzen. Die zentralen Dienstleistungsbereiche wurden zum 1. Juni 2017 in das Bundesverwaltungsamt (BVA) integriert. Das Kompetenzzentrum für Personalverwaltung und Systemsteuerung wurde aus dem BADV herausgelöst und in das Informationstechnikzentrum Bund überführt.
Die Behörde ist an folgenden Standorten vertreten:
- Bad Homburg vor der Höhe
- Berlin
- Chemnitz
- Cottbus
- Erfurt
- Frankfurt (Oder)
- Gera
- Leipzig
- Rostock